# Star Keys
Die Star Keys (Moriori: Motuhope) sind eine Gruppe kleiner, felsiger Inseln im Archipel der zu Neuseeland gehörenden Chatham-Inseln im südwestlichen Pazifischen Ozean.

## Geographie
Die Inseln liegen rund 11 km nordöstlich von Pitt Island nahezu exakt auf dem 176. Längengrad. Sie stellen somit, nach den Forty-Fours, die zweitöstlichste Landmasse der Chatham-Inseln dar. Die Star Keys bestehen aus fünf Eilanden, von denen Round Island mit einer Größe von rund 400 mal 300 Metern die größte ist.